# Pouytenga
Pouytenga är en stad och kommun i Burkina Faso. Den är den största orten i provinsen Kouritenga och hade 60 618 invånare vid folkräkningen 2006, med totalt 75 250 invånare i hela kommunen.